# Ducesa Violante Beatrice de Bavaria
Violante Beatrice de Bavaria (23 ianuarie 1673– 30 mai 1731) a fost Mare Prințesă de Toscana ca soție a lui Ferdinando de' Medici și Guvernator de Siena din 1717 până la moartea ei. Născută Ducesă de Bavaria, a fost copilul cel mai mic al lui Ferdinand Maria, Elector de Bavaria și a Prințesei Henriette Adelaide de Savoia.

## Copilărie și căsătorie
Violante Beatrice s-a născut la 23 ianuarie 1673 la München, capitala Bavariei. Frații ei erau Maria Anna de Bavaria, Delfină a Franței, Maximilian al II-lea Emanuel, Elector de Bavaria și Joseph Clemens de Bavaria, episcop de Köln.
În 1688, Cosimo al III-lea de' Medici, Mare Duce de Toscana a găsit-o pe Violante Beatrice ca posibilă mireasă pentru fiul său cel mare, Ferdinando de' Medici, devreme ce Bavaria era una dintre cele mai puternice state ale Sfântului Imperiu Roman.
Contractul de căsătorie a fost semnat la 24 mai 1688; Violante Beatrice a avut o zestre de 400.000 de taleri numerar și aceeași sumă în bijuterii. S-a căsătorit cu Marele Prinț prin procură la 21 noiembrie 1688 și în persoană la 9 ianuarie 1969. Nunta a avut loc la Palazzo Medici Riccardi din Florența. Noua Mare Prințesă s-a îndrăgostit imediat de mirele ei în ciuda faptului că el o detesta. Cosimo al III-lea nu i-a putut găsi vreo vină nurorii sale, spunând: "Eu nu am cunoscut, nici nu am crezut că lumea poate produce o fire atât de perfectă".

## Mare Prințesă

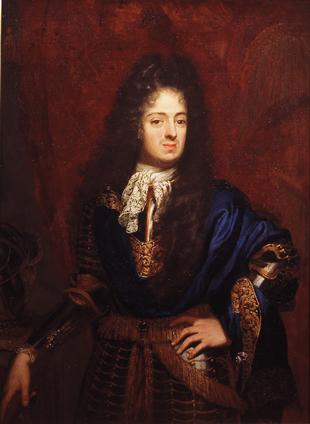
Prințul Ferdinando, soțul Violantei Beatrice, portret de Niccolò Cassana, 1687

Lipsa copiilor după șase ani de căsătorie ai cuplului princiar l-a perturbat pe Marele Duce. Orice speranță pentru nașterea unui moștenitor au fost spulberate atunci când Ferdinando s-a îmbolnăvit de sifilis în 1696, în timpul Carnavalul de la Veneția, o boală de care a murit șaptesprezece ani mai târziu. Între timp, Marea Prințesă a căzut victima depresiei care nu a scăpat observației cumnatului ei, Prințul Gian Gastone, care a devenit prietenul ei. Rareori Violante Beatrice a făcut aluzie la durerea ei emoțională în conversații, totuși este documentată o ocazie când Marea Prințesă, în prezența doamnelor ei, a înfierat-o pe iubita soțului ei, Cecchino de Castris. Desele declarații deschise ale lui Ferdinando despre soția că este "prea plictisitoare și prea urâtă", au înrăutățit situația cuplului.